# Торт «Баттенберг»

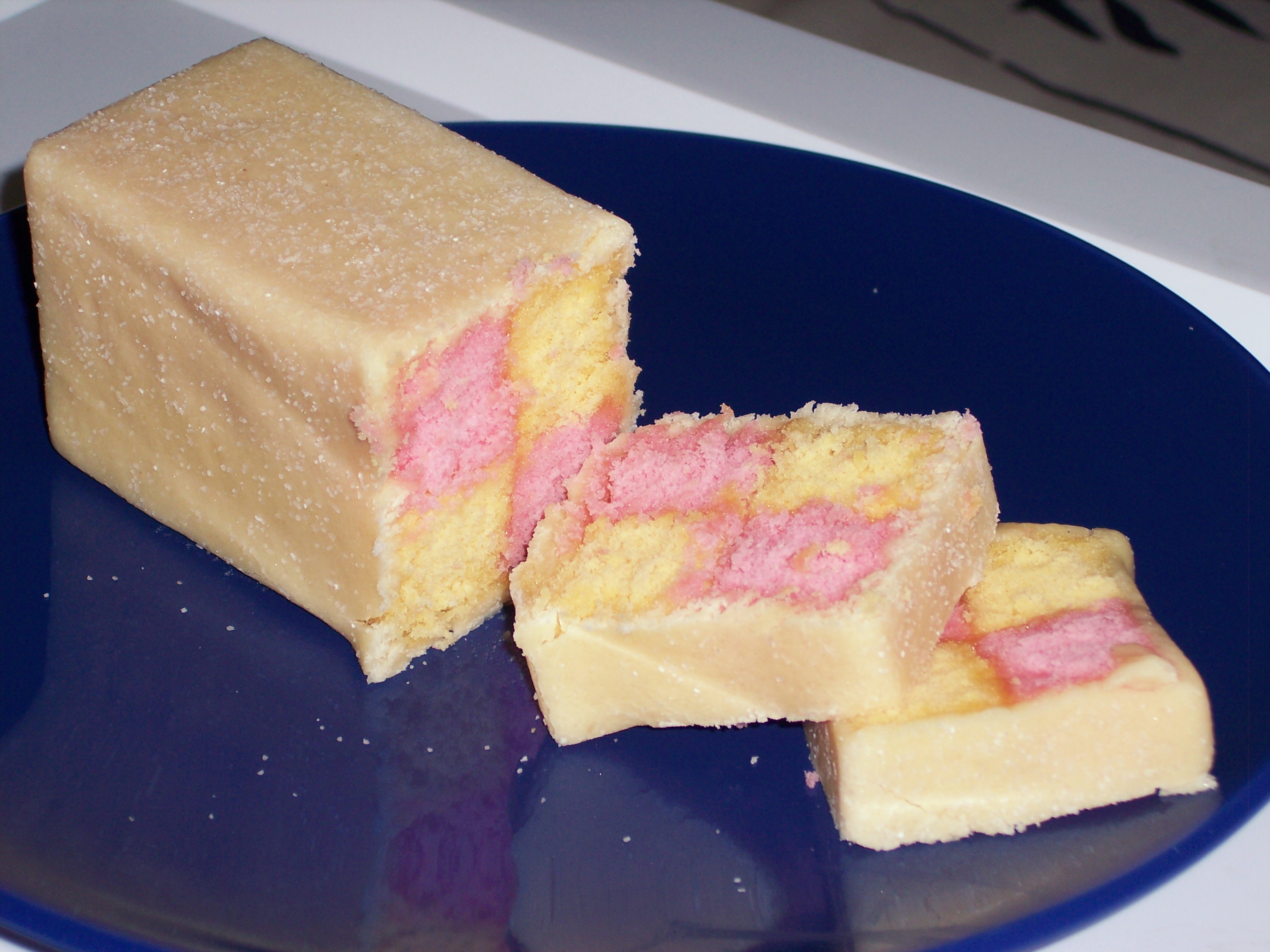
Торт «Баттенберг» від британського виробника продуктів харчування Lyons

 «Баттенберг» (англ. Battenberg cake) — бісквітний торт з марципановою глазур'ю. Випікається з двох коржів: один рожевого, другий жовтого кольору. Коржі розрізаються та скріплюються абрикосовим джемом між собою так, щоб на зрізі вийшла характерна для Баттенберзького торта шахова клітинка рожевого та жовтого кольору.
За однією з версій, торт отримав свою назву на честь одруження в 1884 році онуки королеви Великої Британії Вікторії принцеси Вікторії Гессенської з принцом Людвігом Баттенбергом. Кожна шахова клітинка нібито символізувала чотирьох Баттенбергів: Людвига, Олександра, Генріха та Франца Йосипа.